# Jimmy Murray (Fußballspieler, 1933)
James „Jimmy“ Murray (* 4. Februar 1933 in Edinburgh; † 10. Juli 2015 ebenda) war ein schottischer Fußballspieler und -trainer.

## Laufbahn
Murray spielte in den 1950er Jahren für Heart of Midlothian in der höchsten schottischen Liga. 1954 kurzzeitig an den englischen Klub FC Reading ausgeliehen, kehrte er anschließend nach Schottland zurück. In der Spielzeit 1957/58 wurde er gemeinsam mit seinem Mannschaftskollegen Jimmy Wardhaugh Torschützenkönig der schottischen Liga, woraufhin Dawson Walker den Spieler, der in der Vorbereitung auf die Weltmeisterschaft 1958 in der schottischen Nationalmannschaft debütiert hatte, in den Endrundenkader berief. 1961 schloss er sich dem FC Falkirk an, von dem er im Dezember 1962 zum Clyde FC wechselte.
Nach seinem Karriereende arbeitete er ab 1967 zunächst beim FC Falkirk und den Raith Rovers als Assistenztrainer, ehe er bei seinem Stammverein Heart of Midlothian die dritte Mannschaft übernahm.